# 18 Ceti
18 Ceti (18 Cet) es una estrella en la constelación de Cetus de magnitud aparente +6,15.
Se encuentra a 101 años luz del sistema solar.
18 Ceti es una enana amarilla de tipo espectral G0V.
Tiene una temperatura efectiva de 5803 ± 32 K y su luminosidad es casi tres veces mayor que la luminosidad solar.
Su radio es un 68% más grande que el radio solar y gira sobre sí misma con una velocidad de rotación proyectada de 2,5 km/s.
No presenta actividad cromosférica, ni tampoco exceso en el infrarrojo que sugiera la presencia de un disco de polvo.
Su masa aproximada es un 10% mayor que la masa solar y  se ha propuesto que, en realidad, 18 Ceti es una subgigante con una edad de 7000 millones de años; su abundancia relativa de litio (logє[Li] = 2,45) es consistente con su estatus de subgigante.
18 Ceti presenta una metalicidad —abundancia relativa de elementos más pesados que el helio— significativamente inferior a la que tiene el Sol ([Fe/H] = -0,18 ± 0,03).
Todos los elementos evaluados, a excepción del calcio, muestran niveles bajos; especialmente notable es el caso del manganeso, cuya abundancia relativa es una tercera parte de la existente en el Sol.

## Posible compañera estelar
Imágenes de alto contraste obtenidas con el telescopio Hale han permitido observar un objeto que visualmente se encuentra a 3,98 segundos de arco de 18 Ceti.
De acuerdo a su magnitud absoluta y color, se piensa que probablemente es una enana roja que puede estar físicamente ligada a ella.